# 아워 마빌
아워 불 마빌(영어: Awer Bul Mabil, 1995년 11월 15일 ~ )은 오스트레일리아의 축구 선수이다. 포지션은 공격수이며 현재 스위스 슈퍼리그의 그라스호퍼에 소속되어 있다.

## 클럽 경력
케냐 북서부에 위치한 카쿠마에서 남수단계 부모의 아들로 태어났다. 아워 마빌의 가족들은 2006년에 오스트레일리아로 이주하기 이전까지 카쿠마에 위치한 난민촌에 거주했는데 그는 5세 시절에 난민촌에서 축구를 처음 접했다고 한다.
2012년에 애들레이드 유나이티드에 입단했고 2013년 1월 11일에 열린 퍼스 글로리와의 A리그 경기에 처음 출전했다. 2015년 7월에는 덴마크의 축구 클럽인 FC 미트윌란으로 이적했다.

## 국가대표 경력
2014년 3월에 오스트레일리아 축구 국가대표팀에서 활동하기로 결정했고 2014년 AFC U-19 축구 선수권 대회에서 오스트레일리아 U-20 축구 국가대표팀에 참가했다. 2018년 10월 16일에 열린 쿠웨이트와의 경기에서 처음 출전했다.

## 수상

### 클럽
애들레이드 유나이티드
- FFA컵 1회 우승 (2014)

FC 미트윌란
- 덴마크컵 1회 우승 (2018-19)

### 개인
- 2012년 애들레이드 유나이티드 라이징 스타상 수상
- 2012-13 시즌 Y리그 올해의 선수상 수상
- 2014년 오스트레일리아 축구 연맹 선정 올해의 U-20 남자 선수상 수상